# Salomon Hess (Schriftsteller)
Salomon Hess (geboren am 11. Februar 1763 in Zürich; gestorben am 16. April 1837 in Emmishofen) war ein Schweizer historischer Schriftsteller und Pfarrer.

## Leben
Hess war der Sohn von Hans Heinrich Hess (1739–1835) und Anna Cleophea Römer (1726–1768). Sein Onkel war der Zürcher Antistes Johann Jakob Hess. 1792 wurde er Diakon in St. Peter, ein Jahr später erschien seine Geschichte der Pfarrkirche zu St. Peter in Zürich, die von Paul Wernle als «Muster einer Lokalgeschichte» bezeichnet wurde. 1801 wurde er Pfarrer von St. Peter als Nachfolger von Johann Caspar Lavater, auf den er auch die Leichenrede hielt. Er übte das Amt bis 1830 aus.
Hess heiratete 1786 die verwitwete Anna Margaretha Waser (1764–1807). Der Ehe entstammten 11 Kinder, von denen drei das Erwachsenenalter erreichten. 1808 heiratete er in zweiter Ehe Magdalena Kitt und nach deren Tod 1822 in dritter Ehe Anna Katharina Ott. Diese beiden Ehen blieben kinderlos. 1837 starb Hess im Alter von 74 Jahren.
Hess verfasste neben Predigten und Andachtsliteratur eine Reihe historischer Schriften, insbesondere zur Schweizer Reformations- und Kirchengeschichte, darunter neben der schon erwähnten Geschichte der Pfarrkirche St. Peter die Biographien berühmter Schweizerscher Reformatoren (Johannes Oekolampad und Heinrich Bullinger) sowie eine Biografie des Erasmus von Rotterdam.

## Werke (Auswahl)
- Erasmus von Rotterdam. Nach seinem Leben und Schriften. 2 Bde. Zürich 1790, Bd. 1, 2.
- Geschichte der Pfarrkirche zu St. Peter in Zürich, ihrer Schicksale, Freyheiten Verwaltung u. s. f. von ihrem Ursprung bis auf unsere Zeiten. Ein documentirter Beytrag zur Beleuchtung der Kirchen und Reformations-Geschichte des Schweizerlandes. Zürich 1793, Digitalisat.
- Biographien berühmter Schweizerscher Reformatoren.
  - Bd. 1: Lebensgeschichte D. Johann Oekolampads, Reformators der Kirche in Basel. Nebst einem Anhang ungedruckter Briefe von Oekolampad an Zwingli. Zürich 1793, Digitalisat.
  - Bd. 2: Lebensgeschichte M. Heinrich Bullingers, Antistes der Kirche Zürich. 2 Bde. Zürich 1828, Bd. 1, 2.
- Sammlungen zur Beleuchtung der Kirchen- und Reformationsgeschichte der Schweiz. Zürich 1811, Digitalisat.
- Anna Reinhard, Gattin und Wittwe von Ulrich Zwingli. Zürich 1820, Digitalisat.
- Ursprung, Gang und Folgen der durch Ulrich Zwingli in Zürich bewirkten Glaubensverbesserung und Kirchen-Reform. Ein Beytrag zur Dritten Zürcher Sekular-Feyer im Jahre 1819. Mit den Bildnissen von Zwingli, Bullinger und Breitinger. Zürich 1820, Digitalisat.